# Ema Gršeti
Ema Gršeti bila je hrvatska hazenašica. Igrala je za jugoslavensku reprezentaciju s kojom je osvojila zlatno odličje na SP-u u Londonu. Bila je članicom zagrebačke Concordije. Radila je kao laborantica u ljekarni.